# Оротова кислота
Оротова кислота — вітаміноподібна речовина, що впливає на обмін речовин, але не володіє всіма властивостями, характерними для вітамінів. Являє собою безбарвні кристали, погано розчинні у воді та органічних розчинниках. За хімічною структурою є гетероциклічною сполукою, хімічні назви — 4-карбоксиурацил та 2,6-діоксипіримідин-4-карбонова кислота. Під впливом води та світла руйнується.

## Наявність у природі
У їжі оротова кислота знаходиться у вигляді слаборозчинних у воді сполук з металами (солі магнію, калію, кальцію). Ці органічні солі легко всмоктуються з тонкої кишки у кров шляхом простої дифузії. Найбільший вміст оротової кислоти виявляється в печінці та дріжджах, також велика кількість її присутня в молоці та молочних продуктах. Головним джерелом оротової кислоти в людини є коров'яче молоко.
Оротова кислота є компонентом всіх живих клітин. Синтезується, як правило, у достатній кількості (випадків гіповітамінозу в літературі поки не описано).

## Біологічна роль
Стимулює синтез нуклеїнових кислот, білків, поділ клітин, посилює процеси імунопоезу.
Є попередником у біосинтезі піримідинових основ, беручи участь в утворенні піримідинових нуклеотидів — урідінмонофосфату та цитидинмонофосфату). Крім цього, ротова кислота втягується в такі процеси:
- перетвореннях фолієвої та пантотенової кислот
- утилізація глюкози
- синтез рибози
- синтезі амінокислоти метіоніну
- метаболізм ціанокобаламіну (вітамін B12)
- створення та підтримання резервів аденозинтрифосфату
- активація скорочувальних можливостей м'язових тканин
- зростання та розвиток клітин та тканин, зокрема м'язової тканини (за рахунок синтезу рибонуклеїнової кислоти)
- створення резервів м'язового карнозину

Оротова кислота прискорює регенерацію печінкових клітин, знижує ризик розвитку ожиріння печінки, сприяє зниженню рівня холестерину в крові, а також покращує скорочення міокарда, сприятливо позначається на репродуктивній функції та процесах росту.